# Ергак-Таргак-Тайга
Ерга̀к-Тарга̀к-Тайга̀ или Тазарама (на руски: Ергаки) е мощен планински хребет в Южен Сибир, в южната част на Красноярски край и северната част на Република Тува, в североизточната част на планинската система Западни Саяни на стика ѝ с планинската система Източни Саяни.
Простира се на протежение над 200 km в посока югозапад – североизток по границата между Красноярски край и Република Тува между горните течение на реките Казир и Амил (леви притоци на Туба, десен приток на Енисей) на север и Голям Енисей (Бий Хем, дясна съставяща на Енисей) на юг. Максимална височина 2504 m (53°22′09″ с. ш. 95°23′50″ и. д. / 53.369167° с. ш. 95.397222° и. д.), в централната част. Изграден е основно от метаморфозирани шисти и гранити. Преобладава силно разчленения среднопланински релеф. От него на север водят началото си малки и къси десни притоци на река Казир (Рибная и др.), а на северозапад река Амил и десният и приток Кандат. На юг се стичат множество десни притоци на река Голям Енисей – Чаваш с притоците си Хунус и Казас, Систиг Хем с притоците си Чапши и Айна, Сейба, Хут и др. По склоновете му на височина до 1800 m расте тъмноиглолистната тайга от кедър и ела, а нагоре следват субалпийски пасища, високопланинска тундра и безжизнени каменисти участъци.
Хребета Ергак-Таргак-Тайга е открит, първично изследван и топографски заснет през 1858 г. от руския топограф Иван Крижин, участник в експедицията на немския астроном и геодезист на руска служба Лудвиг Шварц.

## Топографски карти
- Топографска карта N-46-Г; М 1:500 000[2]